# 아르망 장 뒤 플레시 드 리슐리외

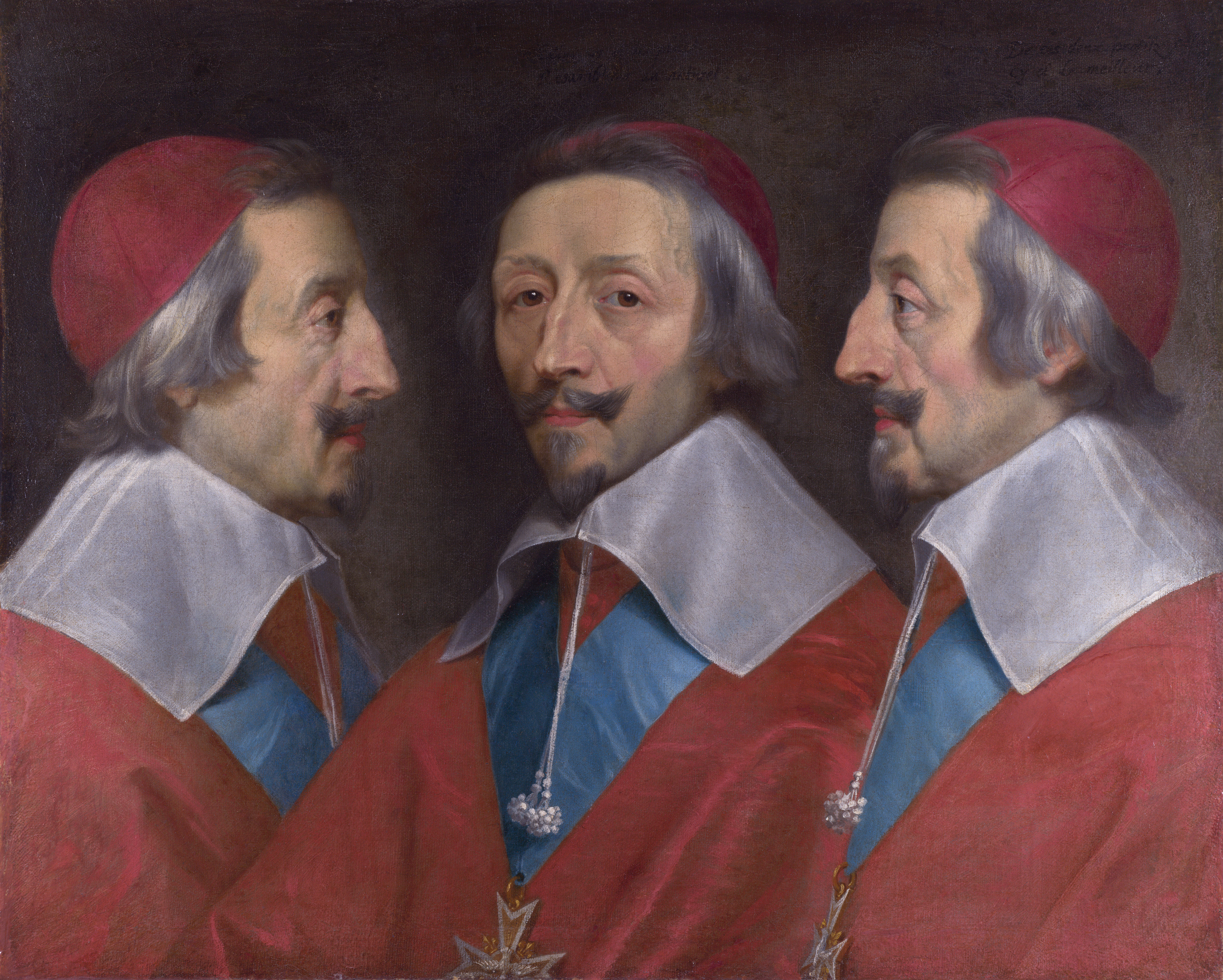
리슐리외의 삼면 초상화

아르망 장 뒤플레시 드 리슐리외 드 프롱사크 추기공작(프랑스어: Armand Jean du Plessis, cardinal-duc de Richelieu et de Fronsac, 1585년 9월 9일 - 1642년 12월 4일)는 프랑스의 정치인이자 귀족이며, 로마 가톨릭의 추기경이다. 1624년부터 사망할 때까지 루이 13세 밑에서 재상으로 활동했다.
대뒤마의 소설 《삼총사》에서 악당으로 그려진 덕분에 악당 추기경으로 더 유명하다. 그의 실제적인 정치적 행보가 악당으로 비춰질 수는 있겠으나, 그가 위그노와 지방 호족들을 탄압했던 것은 중앙집권과정에서 필연적으로 수반된 일이었다. 리슐리외는 강단있는 정치인이었고 그의 정치적 업적은 이후 등장하는 루이 14세 시대에 이르러 절대왕정의 절정기를 구가하게 되면서 빛을 발하게 되었다.

## 어린 시절
파리 태생인 리슐리외는 프랑수아 뒤 플레시와 쉬잔 드 라 포르트 사이에서 태어났다. 아버지는 프랑스 서부 리슐리외의 영주이자 앙리 3세의 주요행정관이었고 어머니는 파리 고등법원 법관의 딸이었다. 리슈리외의 가문은 지금의 앙드르 에 루아르 데파르트망(Department)에 영지를 가진 귀족가문이었다.
5살 때 아버지를 여의고 경제적으로 어려워지자 성직자의 길을 선택했다. 소르본 대학교에서 신학을 전공하고, 1607년 4월 17일 22살의 나이로 로마 가톨릭 교회의 주교로 서품을 받았다. 1606년 12월 18일에는 루송교구의 주교로 임명되었다.

## 정치 입문

### 삼부회
1610년 앙리 4세가 암살당한 후 9살에 어린 루이 13세가 즉위하였고 모후 마리의 섭정이 시작되었다. 메디치 가문 출신인 마리는 정치적인 감각이 아둔했다. 그런 탓에 그녀는 이탈리아인들을 중용하고 앙리 4세와 달리 친-스페인, 친-카톨릭 정책을 고수하여 프랑스 내정을 망국의 수준으로 몰고갔다. 이탈리아 출신의 관료들에 의해 국정농단이 자행되자 귀족들의 거센 압박이 이어졌다. 난국을 극복하기 위해 섭정 마리는 1614년 10월에 삼부회를 개최하였다. 이 삼부회는 프랑스 대혁명을 촉발시킨 1789년 삼부회가 열리기 이전에 마지막으로 열린 삼부회로 유명하다.

### 재상 등용
리슐리외는 탁월한 지적 능력과 성실성을 인정받아 1614년에는 삼부회에 성직자 대표로 참여하였다. 이때 그는 열변을 토하며 명연설을 했으며 중재자 역할을 맡아 능숙하게 협상을 벌인 덕분에 루이 13세의 모후이자 섭정인 마리 드 메디시스의 눈에 들게 되었다. 모후 마리의 천거로 1615년에 대왕대비 안 도트리슈의 궁중 사제가 되었으며 1616년에는 루이 13세의 고문관이 되면서 정치에 입문하였다. 
1617년 4월에 루이 13세가 쿠데타를 일으켜 섭정이자 모후인 마리를 추방하고 그의 측근이었던 이탈리아 출신 관료들을 숙청하였다. 이때 그도 아비뇽으로 쫓겨나 그곳에서 최초의 저서 《교리문답》을 저술하며 시간을 보내기도 했다. 이후 모후 마리와 루이 13세 간에 중개자 역할을 하며 정치인로서의 수완을 인정받았다. 1624년 4월에 루이 13세가 이끄는 국왕참사회에 들어가 청지인으로서 다시 활동을 시작하였다. 처음에는 모후의 총신으로 오해되는 상황이 많았으나 점차 루이 13세의 신임을 얻어나갔고 1629년 들어 수석대신(재상)이 되어 국정 전반을 책임지게 되었다.

## 정치 활동

### 국내 정치
재상 리슐리외가 가장 중요시한 것은 왕권강화와 중앙집권체제 확립 그리고 강한 국가를 만드는 것이었다. 이를 위해 국민의 행복보다는 국가의 안정을 최우선으로 하였다. 왕권신수설 곧 전제군주제를 정당화함으로써 현재질서를 유지하려는 보수적 신학을 주장하며, 행정조직을 정비하고 삼부회는 더 이상 소집하지 않았다. 라로셀을 점령하여 지방분권을 획책한 위그노들의 분파주의를 제거하였다.
귀족들과 지방 호족을 약화시키기 위해 지방 호족들의 근거지인 수많은 요새들을 파괴하였다. 또한 지방 호족들 사이에 결투를 금하여 물리력행사나 동원을 원천적으로 차단하였다. 위반시 교수형까지 처하며 엄격히 처벌하였다. 명예가 실추되는 일 없이 지방 호족이 농업에 종사할 수 있도록 했고, 평민이 지방 호족 작위를 받을 수 있는 가능성의 길을 열어 놓았다. 각 지방에는 장관을 파견하여 재판, 치안, 조세. 행정을 담당하게 하고 중앙의 국무회의를 전문화하여 중앙집권적 통치를 강화하였다. 이로써 지방 장관파견제를 가장 효율적인 행정 제도로 정착시켰다.
1636년 크로캉의 농민반란과 1639년 노르망디의 뉘 피에 농민 반란 등 많은 농민반란을 효과적으로 진압하였다. 1631년에 창간되어 프랑스 신문의 시초인 '라 가제트(La Gazette)'지를 보호하고 직접 기고도하여 정부정책을 홍보하기도 했다.  1635년 '아카데미 프랑세즈'를 창설하여 불어의 개량과 순화에 힘썼다. 그는 이처럼 루이 13세를 도와 프랑스를 근대 국가(Etat moderne)로 발돋움시키는 데 지대한 공헌을 했다.

### 암살 음모
리슐리외가 루이 13세에 의해 중용되자 그를 정치에 입문시켜준 옛 은인 마리 드 메디시스와의 사이가 멀어졌다. 마리는 왕의 동생인 가스통과 마리약 형제 등 화평파 고문관과 함께 리슐리외와 대립하였다. 황족·구귀족들은 모후인 마리편을 들었다. 이들은 1630년 11월 리슐리외를 제거하려는 계획을 꾸몄는데, 어느정도 성공하는 듯 했다. 루이 13세가 애매한 태도를 취했기 때문인데, 그러나 곧 왕에 의해 이들은 숙청되었다. 이것을 ‘뒤프(속은 사람들)의 날’이라고 한다. 사건에서 중심적 역할을 한 모후는 벨기에로 망명했다. 그후 리슐리외의 권력은 절대적인 것이 되었고, 그는 왕으로부터 거듭 신임을 받아 책임관료제를 수립하고, 절대왕정의 기초를 닦아갔다. 이밖에도 리슐리외를 제거하려는 음모는 평생 끓임없이 지속되었으며 그는 경찰과 밀정을 풀어서 이를 적발하거나 사전에 차단하는 방식으로 대처했다.

### 라로셀 공성전
프랑스 내 개신교 곧 위그노에 대해서는 처음에는 온건한 자세를 취했다. 그러나 개신교도들이 가톨릭 교회의 탄압에 맞서 헨리 8세의 종교개혁으로 개신교 국가가 된 잉글랜드를 자신들의 연대세력으로 끌어들이려하자 억압정책으로 선회하였다. 이에 맞서 신앙의 자유를 존중받으려는 개신교 신자들은 프랑스 서부 해안도시인 라 로셸에서 농성을 시작했다. 리슐리외 추기경은 '국가 속의 국가'를 형성하고 있던 개신교도들은 무력화 시키고자 1627년 프랑스 내 개신교 세력의 중심지인 라 로셸을 공격했다.
리슐리외는 라 로셸을 포위하고 바다쪽 항구에는 거대한 목제 방책(우측 사진 참조)을 세워 영국 해군의 지원을 원천 차단했다. 이 기간동안 고립된 라 로셸의 개신교인들은 기아와 질병의 극심한 고통을 당했다. 1년이 넘는 포위 동안 라 로셸 사람들은 쥐, 말, 노새, 개, 그리고 고양이들을 잡아먹었고 어떤 사람들은 식초물에 가죽조각을 끓여 가죽 스프를 먹거나 혹은 풀을 먹으며 연명했다. 매일  400명 정도가 사망했고 1627년 8월에 2만5000명 이상이었던 주민은 5000명 수준으로 줄어들었다. 결국 개신교인들은 1628년 10월 28일 항복했다.
이로써 남서부 지방을 중심으로 한 위그노들의 분파주의 제거에 성공했다. 1629년 6월 28일 '알레스(Alès)의 왕령'에 의해 위그노파는 신앙의 자유는 인정하였으나 모든 정치적, 군사적 특권은 박탈했다.

### 30년 전쟁
리슐리외는 대외적으로는 오스트리아의 팽창정책을 견제하고 강한 프랑스를 만들기 위해 노력했다. 유럽 나라들 간의 세력 균형을 맞추기 위해 1635년 5월 19일에 스페인과 합스부르크 가문을 상대로 선전포고를 하고 본격적으로 30년 전쟁에 뛰어들었다. 1634년에 뇌르틀링겐에서 개신교 국가인 스웨덴 군이 패배하여 개신교 세력의 전세가 불리해지며 와해되어갔다. 이는 합스부르크 가문에 의한 유럽패권 장악으로 이어질 소지가 증가함을 의미하였다. 그동안 개신교제후들을 물밑에서 돕기만 했던 프랑스는 스위스와 스웨덴 등 개신교 편과 연합하여 로마 가톨릭 세력인 합스부르크 왕조(오스트리아 제국, 스페인)에 적극적으로 대항하기 시작하였다.
초반의 전쟁상황은 프랑스에게 불리했다. 그러나 여러 실패를 거울삼아 군사조직을 개선한후 전세를 뒤집는데 성공하였다. 1640년 브라간자 공작이 주도한 포르투갈 반란(독립투쟁)이 발생하자 포르투갈을 지원하였다. 같은해에 카탈루냐 반란이 발생했을 때도, 프랑스는 카탈루냐 반란군과 연합하여 1641년 1월에 벌어진 몬주크 전투에서 스페인군을 격파하였다. 이후 프랑스는 1652년 바르셀로나에서 스페인군에게 패배할 때까지 카탈루냐 공국을 지배했다.
이런 그의 대외전쟁 직접 참가는 훗날 그의 사후에 베스트팔렌 조약과 피레네 조약을 통해 스페인과 합스부르크 세력을 약화시키고 프랑스 영토가 확장되는데 큰 도움이 되었다.

## 죽음
1642년 루이 13세가 스페인의 지중해 연안 르루숑 지방을 제압하기 위하여 군대를 이끌고 친정하였을 때 동행하였으나 도중에 병에 걸려 파리로 돌아왔다. 1642년 12월 4일에 죽었으며, 소르본 대학교 부속 성당에 안치되었다. 그의 사후에는 마자랭이 국가주의 정책을 계승하였다.

## 악당 리슐리외
알렉산드르 뒤마의 소설 《삼총사》에는 리슐리외 추기경이 나온다. 이 작품에서 그는 영국과 프랑스의 전쟁을 부추기고 왕권을 등에 엎고 무소불위의 권력을 휘두르는 비열한 악당으로 묘사되었다. 이 때문에 《삼총사》는 가톨릭 교회에서 금서로 지정되기도 했다.

## 같이 보기
- 니콜라 푸케 드 벨릴 후작

## 참고 문헌
- Belloc, Hilaire (1929). Richelieu: A Study. London: J. B. Lippincott.
- Burckhardt, Carl J. (1967). Richelieu and His Age (3 volumes). trans. Bernard Hoy. New York: Harcourt Brace Jovanovich.
- Church, William F. (1972). Richelieu and Reason of State. Princeton: Princeton University Press.
- Kissinger, Henry (1997). Diplomatie. s.l.: Fayard.
- Levi, Anthony (2000). Cardinal Richelieu and the Making of France. New York: Carroll and Graf.
- Lodge, Sir Richard (1896). Richelieu. London: Macmillan.
- Murphy, Edwin (1995). After the Funeral: The Posthumous Adventures of Famous Corpses. New York: Barnes and Noble Books.
- Richelieu, Armand Jean du Plessis, Cardinal et Duc de (1964). The Political Testament of Cardinal Richelieu. trans. Henry Bertram Hill. Madison: University of Wisconsin Press.